# چریک‌های فدایی خلق ایران-هرمزگان
چریک‌های فدایی خلق ایران-هرمزگان یک سازمان کمونیستی بود که در نتیجۀ انشعاب از چریک‌های فدایی خلق ایران و از تغییر نام «چریک‌های فدایی خلق ایران-شاخۀ هرمزگان» (با حذف کلمۀ شاخه) و در ادامۀ فعالیت‌های تشکیلات هرمزگان چریک‌های فدایی خلق ایران در دی ۱۳۶۱ تأسیس شد. این گروه بدون اعلام انحلال فعالیت بیرونی آشکاری نداشته‌است.

## تاریخچه
گروهی از جوانان هرمزگان از اواخر سال ۱۳۵۶ با متون و منابع فکری سازمان چریک‌های فدایی خلق ایران آشنا شده‌بودند. در سال ۱۳۵۸ اعضای اصلی این گروه که «هستۀ هرمزگان» نامیده می‌شدند برای حضور در سخنرانی اشرف دهقانی و برقراری ارتباط با چریک‌های فدایی خلق ایران به مهاباد رفتند. پس از این دیدار، گروه به هرمزگان بازگشت و به عنوان هوادار به تبلیغ برای خط اشرف دهقانی پرداخت. همزمان گروه دیگری نیز در هرمزگان در ارتباط با تشکیلات چریک‌های فدایی خلق ایران شکل گرفته بود که «هستۀ سیاهکل» نامیده می‌شد. هستۀ‫ هرمزگان از عزیز پوراحمدی، علیرضا قاسمی، محمود یوسفی، حسین رکنی و هستۀ سیاهکل از فتح الله فربد، قنبر پیشدست، محمد رمضان‌پور، سعید اسکندری و رضا خالصی تشکیل شده‌بود. هستۀ هرمزگان از طریق عزیز پوراحمدی و علیرضا قاسمی با محمد حرمتی‌پور در ارتباط بودند. به تدریج هر دو گروه رشد کرده و افراد زیادی را جذب کردند. علاوه بر این‌ها در بهار ۱۳۵۸ «جنبش دانش‌آموزی ۱۹ بهمن» در هرمزگان با انتشار اعلامیه‌ای اعلام موجودیت کرد که این گروه نیز به خط اشرف دهقانی متمایل بود و به فعالیت سیاسی-تبلیغاتی می‌پرداخت.
پس از اعلام موجودیت «جنبش دانش‌آموزی ۱۹ بهمن»، چریک‌های فدایی خلق ایران محمدحسین خادمی را به عنوان نمایندۀ خود از تهران برای سامان دادن و یکپارچه‌سازی نیروها در هرمزگان به این منطقه اعزام کردند. پس از بحث و تبادل نظر دو هستۀ هرمزگان و سیاهکل یکپارچه شده و افراد این دو هسته در دو گروه سیاسی و نظامی با یکدیگر وحدت یافتند و «شاخۀ هرمزگان» نامیده شدند. شاخۀ هرمزگان توسط شورایی ۵ نفره اداره می‌شد که ترکیبی از افراد باسابقۀ هر دو گروه سیاسی و نظامی و یک نماینده از تشکیلات مرکزی چریک‌ها بود. اعضای شورا عبارت بودند از عزیز پوراحمدی، فتح‌الله فربد، حسین رکنی، رضا خالصی و کاک حسین. شاخۀ هرمزگان تا اواسط سال ۱۳۵۹ به گسترش فعالیت‌های خود پرداخت و اعضای زیادی را جذب کرد.
در تابستان ۱۳۵۸ مباحثه‌ای حول استراتژی، تاکتیک و فعالیت عملی در میان نیروهای تشکیلات هرمزگان آغاز شده و دو گزینه برای فعالیت مسلحانه مطرح شده‌بود: اول گشودن جبهه‌ای در بلوچستان با هدف تضعیف نظامی رژیم که در کردستان درگیر است و دوم تقویت تشکیلات مادر و کمک‌رسانی به نقاط ضعیف‌تر در شهرهای دیگر ایران از طریق گسترش جنگ چریکی شهری. هر دو دیدگاه بر ضرورت اتخاذ استراتژی جنگ مسلحانه تأکید می‌کرد و بحث عمدتاً بر سر اولویت‌ها، وضعیت مناطق و حوزه‌ها و چگونگی انجام آن بود. به دنبال این مباحثات چند عملیات مصادرۀ بانک و ابزارهایی مانند دستگا تایپ، کپی و بی‌سیم به منظور تأمین نیازهای مالی و تدارکات جنگ مسلحانه صورت گرفت. سپس مباحثات حول شناسایی منطقۀ مناسب برای آغاز مبارزۀ مسلحانه به این نتیجه منجر شد که کوه‌های بلوچستان گزینۀ منسبی برای ورود به فاز مسلحانه است. در انتخاب این گزینه، یکی از اعضای جدید گروه به نام عیسی احمدی که اهل آن منطقه بود و با کوه‌های بلوچستان آشنایی داشت نقش داشت. به دنبال این تصمیم، گروه در رشته‌کوه دستگرد در امتداد کوه‌های بشاگرد در شرق استان هرمزگان و در محلی به نام قلعه‌گنج مستقر شد. هدف گروه در ابتدا آموزش نظامی اعضای خود و نیز شناسایی کامل منطقه و ایجاد تأسیسات برای نگهداری سلاح، مواد غذایی و دارو بود که چند ماه به طول انجامید.با این وجود وقوع درگیری محلی سبب قتل قنبر پیشدست و محمود یوسفی و زخمی شدن عزیز پوراحمدی و فتح‌الله فربد و نتیجتاً لو رفتن محل استقرار شد که برنامه را ناکام گذاشت و اعضای تشکیلات به شهر بازگشتند. این در حالی بود که تشکیلات مرکزی چریک‌های فدایی خلق ایران هم از برنامۀ شاخۀ هرمزگان برای انجام فعالیت مسلحانه در بلوچستان مطلع شده و با آن مخالفت کرده‌بود.
تحرکات شاخۀ هرمزگان در کوه‌های بلوچستان با صف‌آرایی نیروهای حکومت و افزایش سرکوب نیروهای چریک فدایی در هرمزگان همراه شد. اوایل سال ۱۳۵۹ بیش از ۶۰۰ معلم در استان هرمزگان و به‌ویژه شهر بندرعباس از کار اخراج شدند. در مقابل معلمان و دانش‌آموزان دست به اعتصابات گسترده‌ای زدند که نزدیک به یک سال به طول کشید. نیروهای امنیتی سپاه، بسیج و حزب‌الله به اعتصاب‌ها حمله کرده و معترضات را دستگیر می‌کردند. به دستور ولی فقیه مصطفی پورمحمدی دادستان هرمزگان شد و ده‌ها نفر اعدام شدند. عبدالصمد شمشیری فرماندۀ گروه ضربت سپاه پاسداران هرمزگان که صنم قریشی دختر دانش‌آموز ۱۷ سالۀ عضو مجاهدین خلق را در ۲ فروردین ۱۳۶۰ در حال فروش روزنامه با شلیک مستقیم به قتل رسانده‌بود و سرگردگی حملات به تظاهرات‌ها و اعتصابات معلمان، دانش‌آموزان و کارگران ۱۹ تا ۲۲ بهمن ۱۳۵۹ را بر عهده داشت در ۲۰ اردیبهشت ۱۳۶۰ توسط «یک واحد عملیاتی طرفداران چریک‌های فدایی خلق» ترور و کشته‌شد. بدین ترتیب تنش سیاسی در هرمزگان بالا گرفت، و بندرعباس به یکی از کانون‌های مخالفت با جمهوری اسلامی تبدیل شد. شاخۀ هرمزگان از اوایل فروردین ۱۳۶۰ از حالت تدافعی خارج و حالت نیمه‌تهاجمی و ضدحمله به خود گرفته بود. در این دوره تشکیلات دست به انجام چند عملیات ترور و ربایش سلاح از مأموران حکومت زد. در ۹ اردیبهشت ۱۳۶۰ اتوموبیل حامل سلاح متلعق به بسیج مصادره شد که طی این عملیات ۶ قبضه اسلحه سرقت شده و یکی از اعضای بسیج کشته شد. این عملیات سبب شد تا برگزاری مراسم روز جهانی کارگر نیز که توسط سازمان پیکار فراخوان داده شده‌بود لغو گردد. تهاجمی شدن تشکیلات هرمزگان در عین فقدان آموزش و تجربۀ لازم سبب شد تا نیروهای شناخته‌شدۀ تشکیلات نتوانند بیش از آن در فضای هرمزگان بمانند. در اردیبهشت ۱۳۶۰ نشست مشترکی بین تشکیلات هرمزگان و سازمان مادر برگزار شد که طی آن تشکیلات مرکزی بار دیگر مخالفت خود را با فعالیت مسلحانه در بلوچستان اعلام کرد و از آن‌ها خواست اعضای خود را به تهران اعزام کنند تا در صورت گشایش جبهه‌ای در شمال ایران برای آن نیروها نقش پشت جبهه را ایفا کنند. این به معنای انتخاب گزینۀ دوم برای فعالیت مسلحانه بود و به معنای آن تشکیلات هرمزگان شش هستۀ پنج نفره از اعضای خود را به تهران و یک هسته را نیز به زاهدان اعزام کرد.
این اعزام‌ها با انشعاب گروه محمد حرمتی‌پور و عبدالرحیم صبوری تحت عنوان چریک‌های فدایی خلق ایران (ارتش رهایی‌بخش خلق‌های ایران) در سال ۱۳۶۰ مصادف شد، با این وجود تشکیلات هرمزگان و گروه‌های اعزامی به تهران از این انشعاب اطلاع نیافتند و از آنجا که محمدحسین با فریبرز سنجری که به خط اشرف دهقانی گرایش داشت در ارتباط بود، لذا شاخۀ هرمزگان نیز فعالیت خود را با همان تشکیلات ادامه داد. این در حالی بود که حرمتی‌پور با برخی از اعضای تشکیلات هرمزگان در ارتباط بود و رابط عزیز احمدی‌پور محسوب می‌شد و مسئلۀ ایفای نقش به عنوان پشت جبهۀ نیروهای شمال نیز به همین امر بازمی‌گشا. با همۀ این‌ها مسئلۀ ایفای نقش به عنوان پشت جبهۀ نیروهای شمال منتفی شده‌بود، چرا که تشکیلات هرمزگان در ارتباط با چریک‌های فدایی خلق ایران و تشکیلات تحت رهبری اشرف دهقانی باقی ماند که با جنگ در شمال مخالف بودند.
یکی از هسته‌های تشکیلات هرمزگان در کرج دست به مصادرۀ یک بانک زد. به دنبال آن از مرداد ۱۳۶۰ ضربات به گروه افزایش یافت. محمدحسین، زهرا ابایی (طیبه)، فتح‌الله فربد و دو نفر دیگر در کرج دستگیر شدند. دستگیری‌ها و درگیری‌ها ادامه یافت و تا ماه شهریور بیشتر اعضای هسته یا دستگیر و یا کشته شده‌بودند. در این دوران حسین رکنی به سازماندهی چند ترور پرداخت. با این وجود در اواخر آبان ۱۳۶۰ هستۀ تحت مسئولیت حسین رکنی نیز ضربه خورد و اعضای آن دستگیر شدند. گروه توانست حتی با وجود این حملات فعالیت خود را ادامه دهد و چند ترور دیگر را سازماندهی کند.
در پاییز یا زمستان ۱۳۶۰ نمایندۀ تشکیلات هرمزگان به کردستان رفت و با مرکزیت چریک‌های فدایی خلق ایران دیدار کرد. در این دیدار مرکزیت از فعالیت‌های مسلحانۀ تشکیلات استقبال کرد و در جلسه‌ای که در روستای دایماب نقده برگزار شد محمدحسین به عنوان عضو مرکزیت چریک‌های فدایی خلق ایران ارتقاء یافت و تشکیلات هرمزگان نیز به صورت رسمی «چریک‌های فدایی خلق ایران-شاخۀ هرمزگان» نامگذاری شد. در اسفند ۱۳۶۰ هسته‌هایی از هواداران شاخۀ هرمزگان از بندرعباس، زاهدان و تهران به کردستان رفتند و تحت نظر میرهادی کابلی و خادمی دورۀ آموزشی سپری کردند. این دوره‌ها سبب شد تا چند نفر از اعضای شاخۀ هرمزگان به افرادی عملیاتی تبدیل شوند.
با این وجود اختلافاتی در میان شاخۀ هرمزگان و دیگر گروه‌های چریک‌های فدایی خلق ایران بروز کرد. یکی از موارد اختلاف بر سر ارتباط چریک‌های فدایی خلق ایران با دولت عراق و دریافت کمک مالی از این دولت بود. شاخۀ هرمزگان با این روابط مخالف بود و آن را جدایی از مشی مسعود احمدزاده می‌دانست که به وابستگی خواهد انجامید. این در حالی بود که سایر بخش‌های گروه دریافت این کمک‌ها را یک تاکتیک با هدف استفاده از تضاد امپریالیست‌ها به نفع انقلاب ارزیابی می‌کردند. اختلافات در مرکزیت سبب شد تا نیروهای شاخۀ‌ هرمزگان در کردستان در سه مقر دایماب (به فرماندهی میرهادی کابلی)، کلب‌رضاخان (به فرماندهی خادمی) و خلیفان (به مسئولیت محمدحسین) تقسیم شوند.

## انحلال و انشعاب
اختلافات میان شاخۀ هرمزگان و مرکزیت چریک‌های فدایی خلق ایران در نهایت در تیر ۱۳۶۱ باعث گسسته شدن روابط داخلی گروه شد. شاخۀ هرمزگان با انتشار اعلامیه‌ای اعلام کرد که اعضای گروه زین‌پس با یکدیگر رابطۀ تشکیلاتی ندارند و تجربۀ اقامت خود در کردستان را نیز ناموفق اعلام کرد. امکانات گروه‌ها تقسیم شد و تعدادی از اعضا به تدریج خروج از کردستان را آغاز کردند. پس از انتشار خبر انحلال شاخۀ هرمزگان و اعلام تصمیم آن‌ها به خروج از کردستان، نیروهای سازمان چریک‌های فدایی خلق ایران (اقلیت) با همکاری حزب دموکرات کردستان ایران با بهانه ساختن اینکه این افراد قصد تحویل سلاح خود به حکومت را دارند با آن‌ها درگیر شدند که این درگیری با وساطت دفتر سیاسی حزب دموکرات و خلع سلاح آن افراد پایان یافت. چریک‌های فدایی خلق ایران نیز با انتشار اعلامیه‌ای به سازمان اقلیت هشدار داد که چنین رفتارهایی به ضرر جنبش خواهد بود.
متعاقباً محمدحسین در شهریور ۱۳۶۱ از گروه هرمزگان اخراج و یک شورای ۵ نفره جایگزین او شد. بخش باقی‌ماندۀ شاخۀ هرمزگان در کردستان از دی ۱۳۶۱ با حذف کلمۀ «شاخه» از نام خود دست به انشعاب زد و به عنوان سازمان جدیدی اعلام موجودیت کرد. اعضای «چریک‌های فدایی خلق ایران-هرمزگان» به تدریج به بندرعباس بازگشتند و در آنجا مورد سرکوب قرار گرفتند.